# Српски Гарчин
Српски Гарчин (мађ. Görcsönydoboka) је село у Мађарској, у јужном делу државе. Село управо припада Мохачком срезу Барањске жупаније, са седиштем у Печују. Данашње насеље је настало спајањем ранијих насеља Српски Гарчин (мађ. Rácgörcsöny) и Дубока (мађ. Cseledoboka).

## Природне одлике
Насеље Српски Гарчин налази у јужном делу Мађарске. Најближи већи град је Мохач.
Историјски гледано, село припада мађарском делу Барање. Подручје око насеља је бреговито, приближне надморске висине око 110 м. Оно северозападно прелази у планину Мечек, док се југоисточно спушта до Дунава.

## Прошлост Срба у месту
Срби су у насељу присутни још од средњег века, али је њихов број посебно нарастао после Велике сеобе. У 19. веку они су чинили већину сеоског становништва, уз немачку мањину.
Године 1735. пред Ускрс током поста исповедали су се Срби православци из Гарчина. У „Протоколу исповедајушћих” је евидентирано њих 96 православних душа. Ради се о следећим домаћинима: Релић, Лазић, Југовић, Грујичин, Иванац, Михатов, Озорлија и Радованов. Помињу се негде и само као „биров” и „дијак =ђак”. У месту је 1731. године регистровано само 10 православних домова. Број становника Срба је 1796. године износио 168, а 94 године доцније било их је пописано 153.
Тридесетих година 19. века администратор те парохије био је поп Гаврил Арсић, који се јавља као претплатник једне српске књиге у Шумберку.
Године 1905. Рацгарчин је село у Мохачком срезу, Барањске жупаније. Ту живи 647 становника у 134 дома, доминирају Немци. Срба има 151 православна душа (или 23%) са 24 куће. Од српских јавних здања помињу се православна црква и народна школа.
У месту почетком 20. века у Рац Горчини је проглашена српска црквена општина. Њена скупштина је 1907. године редовна под председништвом Дамјана Вујића. Црквени земљишни посед од 3 кј. довољно говори о богатству и просперитету те заједнице. Црква је 1905. године стара, али у добром стању, посвећена Св. архистратигу Михајлу. Слава се одржава сваке године. Постоји српско православно гробље. Место је парохијска филијала Шумберка, где се налази парох и воде црквене матрикуле. Током 20. века српска православна црква то престаје бити јер је уступљена другој верској заједници.
Из конкурса за учитеља у Рацгарчину из 1898. године виде се учитељска примања у месту: 2 кј 900 кв хв земље, 27 ф. 20 новчића, осам пожунских мерова жита, толико и ражи и кукуруза, два хв тврдих дрва, слободни стан и потпора из епархијског школског фонда од 150 ф. Школа је почетком 20. века српска народна вероисповедна, али није по закону уређена. У њој ради учитељица Катица Маширевић (и 1907) која служи три године у месту. Редовну наставу у основној школи похађа девет ђака, а у недељну школу иде четири ученика старијег узраста. Одобрен је план за градњу нове српске школе у месту 1907. године.
После Првог светског рата и поделе Барање на два дела — данас мађарски (северни, већи) и хрватски (јужни, мањи), Српски Гарчин се нашао у сасвим другачијем, неповољнијем положају. Нова граница између Републике Мађарске и Краљевине Срба, Хрвата и Словенаца оставила је село у мађарском делу. У следећим годинама већи део Срба (око 400 душа) се иселио у српске делове новообразоване Краљевине Срба, Хрвата и Словенаца.

## Савремено доба
Од Срба у Српском Гарчину данас (2018) нема више материјалних трагова. Цркве одавно нема (срушена је 1973), а гробље зарасло у праву шуму, уништено, споменици покрадени. Део гробља су локални задругари орали, иако је власништво црквене општине, а споменике набацали уз југоисточни његов део. Ни њих више нема. Остало је тек неколико постоља споменика у високој трави. Од неколико преосталих оштећених споменка од пешчара натписи су ишчезли. Одвише суморна српска слика са прага 21. века. Постављен је и освећен спомен-крст у Гарчину почетком новембра 2018. године, на простору где се налазила срушена српска црква.

## Становништво
Према подацима из 2013. године Српски Гарчин је имао 363 становника. Последњих година број становника опада.
Претежно становништво у насељу чине Мађари римокатоличке вероисповести, а мањина су Немци (око 25%).
Срба данас у селу нема. Слично томе, српска православна црква у насељу је срушена.

### Попис 1910.
| Српски Гарчин                                                                               | Српски Гарчин                                                                                         |
| ------------------------------------------------------------------------------------------- | --- |
| језик                                                                                       | вера                                                                                                  |
| укупно: 783 Немачки 597 (76,24%) Српски 152 (19,41%) Мађарски 32 (4,08%) Хрватски 2 (0,25%) | укупно: 783 Римокатолици 627 (80,07%) Православци 152 (19,41%) Јевреји 3 (0,38%) Калвинисти 1 (0,12%) |

| Дубока                                                                 | Дубока |
| ---------------------------------------------------------------------- | --- |
| језик                                                                  | вера |
| укупно: 233 Немачки 227 (97,42%) Мађарски 5 (2,14%) Хрватски 1 (0,42%) | <div style="border:solid transparent;position:absolute;width:100px;line-height:0;<div style="border:solid transparent;position:absolute;width:100px;line-height:0; укупно: 233 Римокатолици 233 (100%) - (-%) |